# Franz-Löbert-Platz
Der Franz-Löbert-Platz ist ein kleiner Platz in Bremen im Stadtteil Huchting, Ortsteil Kirchhuchting. Er entstand 1978 durch Umbenennung des Platzes vor dem Ortsamt, vorher Obervielander Straße 3b. 
Der Platz trägt den Namen des Bremer Politikers (SPD), Bremer Innensenators (1967–1971) und Bürgermeisters/Ortsamtsleiter von Huchting Franz Löbert (1906–1975).
Die am Platz befindliche Obervielander Straße stellt die historische Verbindung der Dörfer Kirchhuchting und Mittelshuchting dar. Sie wurde benannt nach dem Oberen (seit 1598) Vieland = flaches, sumpfiges Land, in dem sie früher lag. Seit 1958 gibt es an anderer Stelle auch einen Stadtteil Obervieland. 
Weitere Straßen in der Nähe  wurde benannt als Kirchhuchtinger Landstraße nach dem Dorf Huchting und der Kirche, die dort seit dem 13. Jahrhundert steht,  und Oldenburger Straße (B 75) nach der Stadt Oldenburg. 

## Geschichte

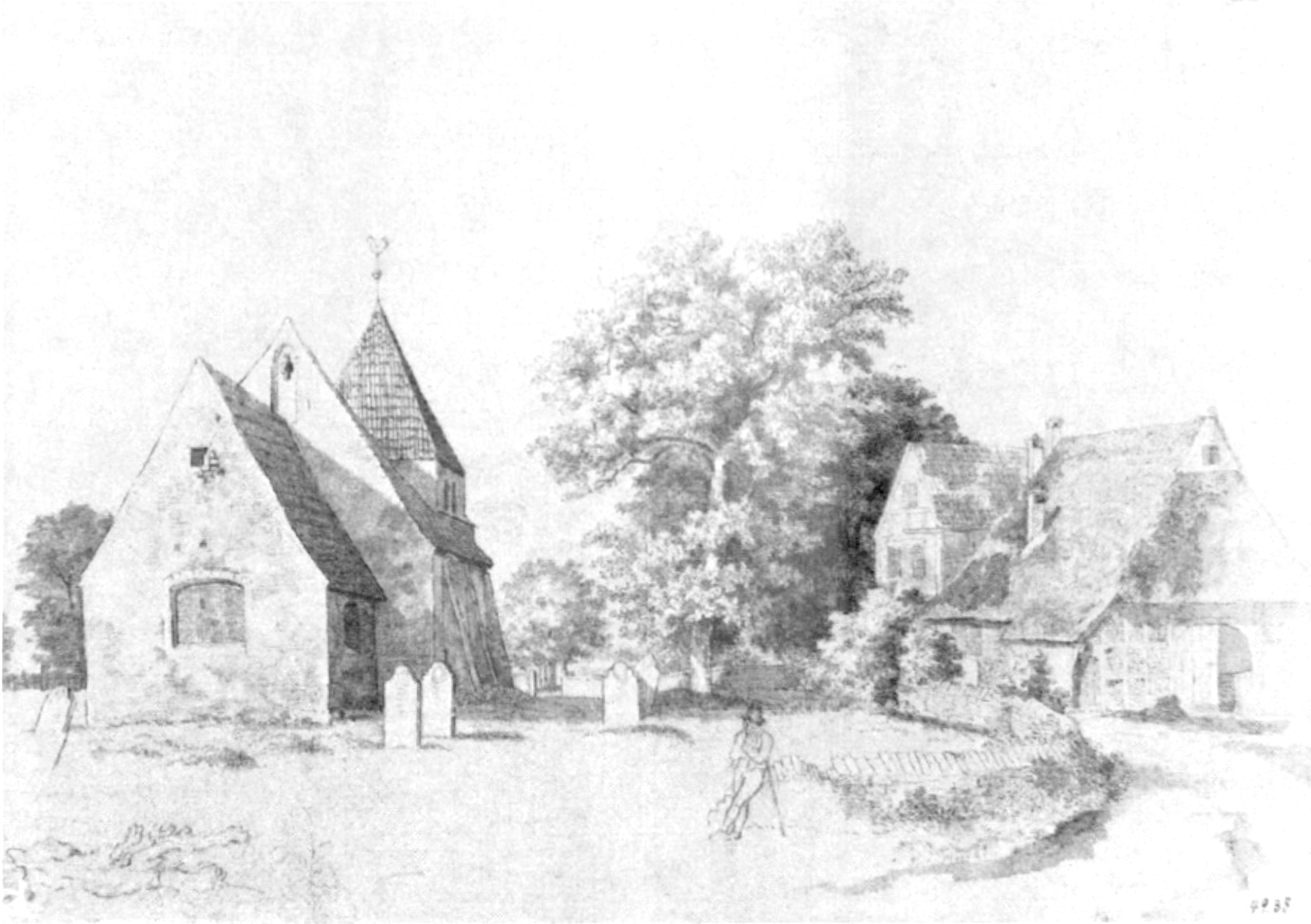
Alte St.-Georgs-Kirche, gezeichnet von J. H. Menken

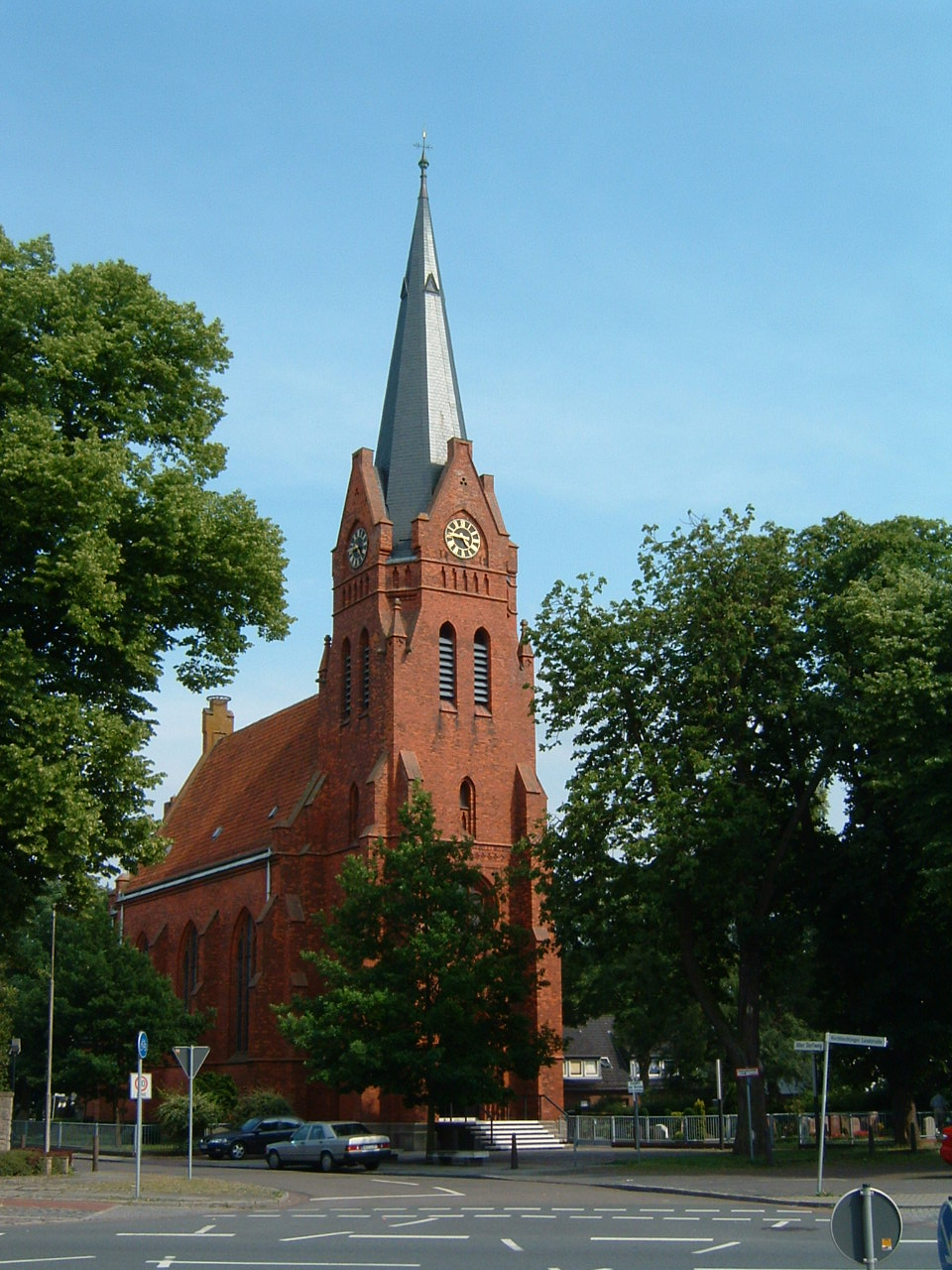
St.-Georgs-Kirche

Das Dorf Huchting war, belegt durch Funde, eine Siedlungsstätte schon in der Jungsteinzeit. 1063 (Brookhuchting), 1171 (Huhtinge) und 1288 (Kerchhoytiggen) sowie 1215 oder 1266 die Dorfkirche werden erstmals erwähnt. Um diese Kirche bildet sich das Dorf, welches 1817 Landgemeinde im Landkreis Bremen wurde. 
1879 entstand die heutige, neugotische evang. Kirche St. Georg und die alte, baufällige Kirche wurde abgerissen. Am Dorfplatz standen der Dorfkrug (1867 von Mahlstedt gebaut), das Gemeindebüro (1912 bis 1933), der Konsumladen Vorwärts und Osmer’s Café (1861–195?) sowie in der Nähe das Bahnhofs-Restaurant an der Obervielander Straße. Ab 1954 bis in die 1970er Jahre erfolgte der Ausbau des Ortes und 1975 hat der Stadtteil 35.252 Einwohner. Ein größeres Gebäude für Ortsamt und Polizei sowie für die Filiale der Sparkasse Bremen entstanden um 1978 zusammen mit dem Ausbau des Platzes.

## Gebäude beim Platz
- 4-gesch. Ortsamt und Polizeirevier Huchting von um 1974/75, 1989 aufgestockt nach Plänen von Roland Kutzki.
- 2-gesch. Bürohaus von um 1974/75 mit der Sparkasse Bremen - Filiale Huchting und einem Ärztezentrum (Medizinisches Versorgungszentrum)
- 1-gesch. Jugendfreizeitheim Huchting
- Kirchhuchtinger Landstraße 26/Alter Dorfweg: Neugotische Kirche St. Georg von 1877/1879 nach Plänen der Architekten Eduard Gildemeister und Henrich Deetjen; Bauwerk unter Denkmalschutz[4].
- Kirchhuchtinger Landstraße 24: 2-gesch. Gemeindehaus der evang. St. Georgs-Gemeinde nach Plänen von Carsten Schröck von um 1970.
- Kirchhuchtinger Landstraße 30/Alter Dorfweg: 1-gesch. leerstehender Huchtinger Dorfkrug von 1867.

## Verkehr
Im Nahverkehr in Bremen liegt der Platz in der Nähe der Haltestelle Obervielander Straße, die von den Buslinien 57 und 58 im Ringverkehr sowie von der Buslinie 52 (von und nach Kattenturm) angefahren wird. 